# آهن بومی
آهن تلوریک که به آن آهن بومی نیز می گویند، آهنی است که در زمین منشأ گرفته است و به جای سنگ معدن به شکل فلزی یافت می شود. آهن تلوریک بسیار نادر است و تنها یک ذخایر اصلی شناخته شده در جهان در گرینلند واقع شده است.

## مقدمه
به استثنای هسته مذاب آن، تقریباً تمام آهن عنصری روی زمین به صورت سنگ آهن یافت می شود. تصور می‌شد که تمام آهن‌های فلزی در طول رویداد بزرگ اکسیداسیون ، که تقریباً از 2 شروع شد، به اکسیدهای آهن تبدیل شده است. میلیارد سال پیش، در میان سایر نظریه ها. تا اواخر دهه 1800، آهن به عنوان یک فلز بومی ، خارج از گرینلند منزوی، فقط در حد حدس و گمان بود. تنها آهن زمینی شناخته شده به شکل فلزی به عنوان شهاب سنگ یافت شد که از فضای بیرونی بر روی زمین رسوب کرده بود.
آهن تلوریک از کلمه لاتین Tellus به معنای "زمین" (سیاره، در مقابل terra به معنی "زمین": زمین، زمین یا خاک) نامگذاری شده است) که با پسوند -ic به معنای "از" یا "زاده شده از" ترکیب شده است و آن را از شهاب سنگ ها متمایز می کند. آهن تلوریک شبیه آهن شهاب سنگ است، زیرا حاوی مقدار قابل توجهی از نیکل و ساختارهای ویدمن استاتن است. با این حال، آهن تلوریک معمولاً تنها حاوی حدود 3 درصد نیکل است که برای شهاب‌سنگ‌ها بسیار کم است، که هیچ کدام با کمتر از 5 درصد یافت نشده‌اند. دو نوع آهن تلوریک وجود دارد: هر دو نوع 1 و تایپ کنید 2 حاوی مقادیر قابل مقایسه ای از نیکل و سایر ناخالصی ها است. تفاوت اصلی این دو در محتوای کربن است که به شدت بر سختی، کارایی و نقطه ذوب فلز تأثیر می گذارد.

## خواص مواد
آهن تلوریک آهن فلزی است که در گوشته و پوسته زمین تشکیل شده است. اگرچه ذخایر جزئی آهن تلوریک در سراسر جهان یافت شده است، سواحل غربی گرینلند تنها ذخایر اصلی شناخته شده را در خود جای داده است. با این حال، این ذخایر ممکن است از نظر شکل و ترکیب، حتی در همان منطقه، و همچنین تغییرات شدید بین مناطق مختلف مانند Uivfaq، Asuk، Blaafjeld و Mellemfjord به شدت متفاوت باشند. عامل مشترک این است که تمام نهشته‌های گرینلند در دایک‌ها (شکستگی‌های پر از گدازه در سنگ بستر) یا اکستروژن‌هایی که سنگ‌های مذاب قادر به بیرون ریختن بر روی سطح هستند، یافت می‌شوند. وجه مشترک دیگر این است که همه رسوبات در ارتباط با فلدسپات غنی از گرافیت یافت می شوند که احتمالاً به محتوای کربن بالا و حضور اکسید کم در فلز کمک می کند، اگرچه مشخص نیست که آیا این فلز توانسته از اکسید شدن با بقیه آهن زمین فرار کند یا اینکه به عنوان بستری از سنگ معدن و زغال سنگ شروع شده است که فرورانش کرده و سپس در محیط طبیعی غنی شده به دلیل ذرات غلیظ تولید شده است. فلدسپات گرافیتی .
آهن تلوریک در گرینلند منحصر به فرد است، زیرا تقریباً در تمام فازهای آلیاژهای آهن-کربن و با ساختارهای کریستالی بسیار متفاوت یافت می شود. در برخی از سنگ‌ها مخلوط با بازالت به صورت دانه‌های بسیار ریز با گوشه‌های تیز و شکل‌های نامنظم یافت می‌شود، در حالی که در برخی دیگر قطرات کوچک به اندازه دانه در ماگمای مذاب می‌توانستند به قطرات بزرگ‌تر و نخودی تبدیل شوند که عمدتاً به شکل کروی یا مستطیلی متبلور می‌شوند. در برخی دیگر، دایک یا اکستروژن ممکن است تقریباً به طور کامل از چدن با کربن بسیار بالا ساخته شود، که به دلیل ویسکوزیته و نقطه ذوب پایین‌تر می‌تواند به راحتی در داخل ماگما ادغام شده و به شکاف‌ها جاری شود. این چدن اغلب با پوسته یا حاوی قطعات بازالت است، زیرا به صورت توده‌های کروی بسیار بزرگ درون گدازه از زمین خارج می‌شود، که از آن سنگ‌های بزرگ به دلیل فرسایش طبیعی بازالت اطراف تشکیل می‌شوند.
آهن تلوریک بسته به میزان کربن، عمدتاً به دو گروه تقسیم می شود. تایپ کنید 1 یک چدن است که معمولاً حاوی بیش از 2.0٪ کربن است، در حالی که نوع آن است 2 جایی بین آهن فرفورژه و فولاد یوتکتوئیدی است. هر دو نوع تمایل دارند به خوبی با هوازدگی در عناصر مقابله کنند، اما تمایل دارند خیلی سریع در فضای خشک و کنترل‌شده موزه تجزیه و فرو بریزند، اگرچه نوع 2 به مراتب بیشتر مستعد این نوع آسیب است. 

## نوع 1

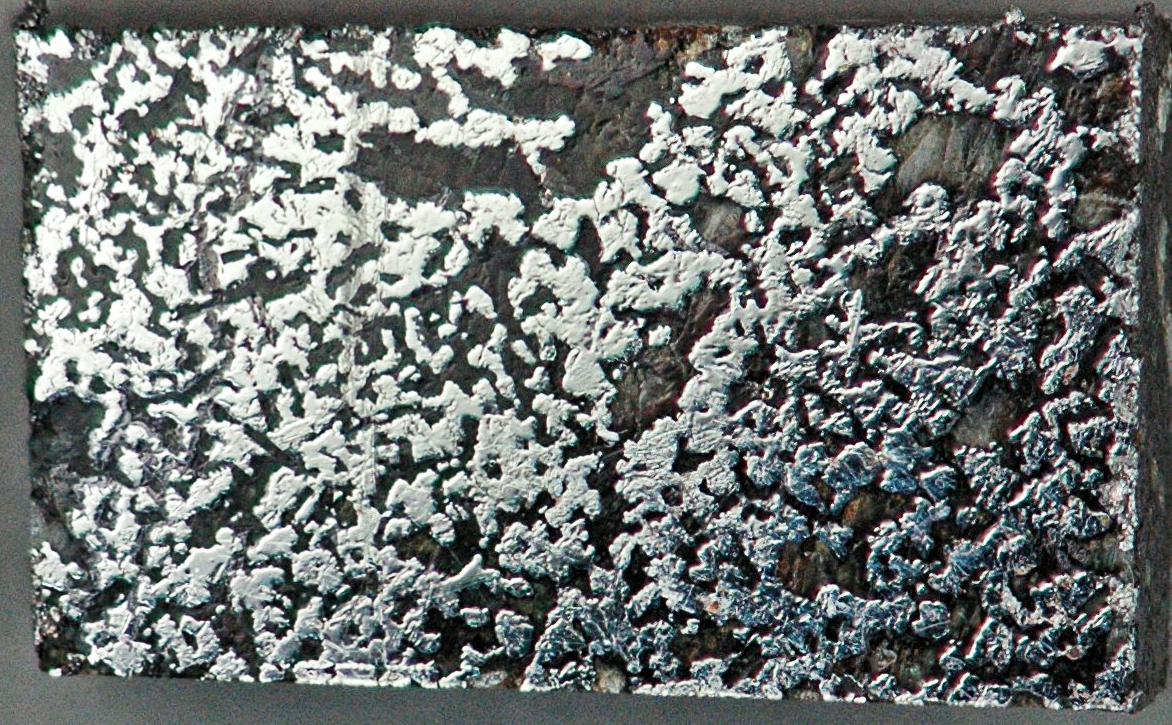
آهن بومی در بازالت. سیبری، روسیه

نوع 1 آهن تلوریک حاوی مقدار قابل توجهی کربن است. نوع  1 یک چدن نیکل سفید است که حاوی 1.7 تا 4 درصد کربن و 0.05 تا 4 درصد نیکل است که بسیار سخت و شکننده است و به خوبی به کار سرد پاسخ نمی دهد. ساختار نوع 1 عمدتاً از پرلیت و سمنتیت یا کوهنیت با ترکیبات ترویلیت و سیلیکات تشکیل شده است. اندازه دانه های فریت به طور معمول حدود یک میلی متر است. اگرچه ترکیب دانه ها ممکن است متفاوت باشد، حتی در یک دانه، آنها عمدتاً از نیکل-فریت نسبتاً خالص تشکیل شده اند. دانه های فریت با لایه های سمنتیتی به هم متصل می شوند. به طور معمول 5-25 میکرومتر ضخامت؛ تشکیل پرلیت
نوع 1 به صورت اکستروژن های عظیم یا تخته سنگ های بسیار بزرگ، معمولاً از چند تن تا ده ها تن یافت می شود. این فلز توسط اینویت های باستانی (ساکنان محلی گرینلند) نمی توانست سرد کار شود و حتی با ابزارهای مدرن ماشینکاری بسیار دشوار است. ماشینکاری از نوع 1 احتمالاً با چرخ کربوراندوم و خنک کننده آب به بهترین شکل انجام می شود. با این حال نوع 1 احتمالاً توسط اینویت ها به عنوان سنگ چکش و سندان استفاده می شد.
وقتی به نصف اره می شود، تخته سنگ هایی از نوع 1 تمایل به داشتن یک پوسته ضخیم از چدن در خارج دارد که به سختی می توان آن را با چکش های پنوماتیکی شکست، اما در داخل ساختار بسیار شکننده تری از دانه های آهن به شکل تقریبا پودری، متخلخل با هم برای تشکیل یک ماده متخلخل و اسفنجی آهنی که در اثر ضربه چکش پودر می شود.

## نوع 2
نوع   2 آهن تلوریک نیز حاوی حدود 0.05 تا 4 درصد نیکل است، اما معمولاً کمتر از 0.7 درصد کربن دارد. تایپ کنید 2 یک نیکل - آهن چکش خوار است که به خوبی به کار سرد پاسخ می دهد. محتوای کربن و نیکل تأثیر زیادی بر سختی نهایی قطعه سرد کار می کند.
نوع 2 به صورت دانه های کوچک مخلوط شده در سنگ بازالت یافت می شود. دانه ها معمولاً 1-5 هستند میلی متر قطر دانه ها معمولاً به صورت جداگانه یافت می شوند و توسط بازالت از هم جدا می شوند، اگرچه گاهی اوقات آنها را با هم تف جوشی می کنند تا سنگدانه های بزرگتری را تشکیل دهند. قطعات بزرگتر همچنین حاوی مقادیر کمی کوهنیت، ایلمنیت ، پرلیت و ترویلیت هستند. تایپ کنید 2 توسط اینوئیت ها برای ساخت وسایلی مانند چاقو و اولوس استفاده می شد. معمولاً بازالت را خرد می‌کردند تا دانه‌های نخودی را آزاد کنند و سپس به شکل دیسک‌هایی به اندازه سکه چکش می‌کردند. این فلز بسیار نرم است و می توان آن را به صورت صفحات بسیار نازک چکش کرد. این دیسک‌های مسطح معمولاً در شکاف‌های بلند حک‌شده در دسته‌های استخوانی، در ردیف‌هایی قرار می‌گرفتند که کمی روی هم قرار می‌گرفتند و لبه‌ای را تشکیل می‌دادند که شبیه ترکیبی از چاقو و اره بود (یک لبه گوش‌دار معکوس).  

## تاریخچه

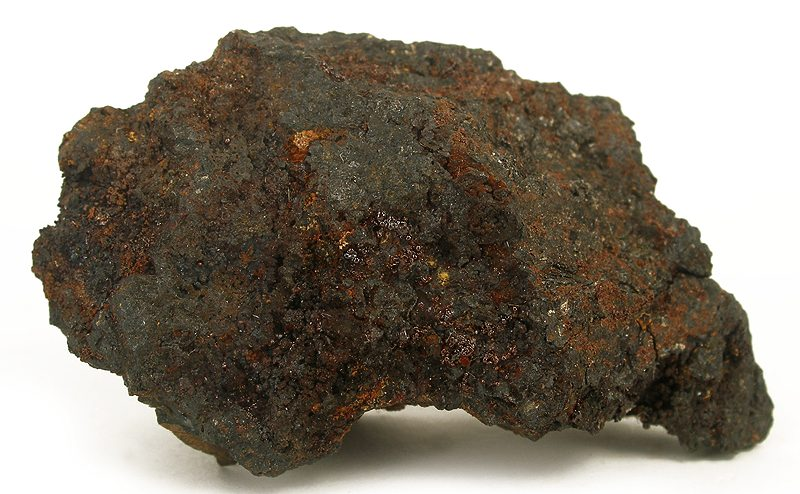
نمونه ای به اندازه دست از آهن بومی از جزیره دیسکو، گرینلند

جدا از ذخایر بسیار کوچک آهن تلوریک در کاسل، آلمان ، که اکنون تخلیه شده است، و چند ذخایر جزئی دیگر از سراسر جهان، تنها ذخایر عمده شناخته شده در منطقه خلیج دیسکو ، در گرینلند و در نزدیکی آن وجود دارد. این ماده در دشت های آتشفشانی سنگ بازالت یافت شد و توسط اینوئیت های محلی برای ساختن لبه های برش ابزارهایی مانند چاقو و اولوس استفاده شد. اینوئیت ها تنها مردمی بودند که از آهن تلوریک استفاده کردند.  
در سال 1870، آدولف اریک نوردنسکیولد تخته سنگ های آهنی بزرگی را در نزدیکی منطقه خلیج دیسکو در گرینلند کشف کرد. نوردنسکیولد با علم به اینکه اینوئیت ها ابزارهایی را از شهاب سنگ کیپ یورک ساخته اند، عمدتاً به دلیل کشف سر جان راس مبنی بر استفاده بومیان گرینلند از چاقوهای آهنی، در خلیج فورچون در جزیره دیسکو فرود آمد تا به دنبال این ماده بگردد. اینوئیت ها به راس گفته بودند که آهن را از بلندی کوه، از محلی که دو تخته سنگ بزرگ در آن قرار داشتند، به دست آوردند. یکی بسیار سفت بود و نمی‌توان شکست، اما دیگری را به قطعات کوچک‌تری خرد می‌کردند که از آن گلوله‌های آهن بیرون می‌کشیدند و به صورت دیسک‌های مسطح برای چاقو می‌کوبیدند. نوردنسکیولد در جستجوی مکان ناموفق بود، تا اینکه توسط برخی از اینوئیت‌های محلی به مکانی به نام Uivfaq هدایت شد، جایی که توده‌های زیادی از آهن فلزی در اطراف آن پخش شده بود. او فرض کرد که این فلز منشأ شهاب سنگی دارد، زیرا هر دو حاوی مقادیر قابل توجهی نیکل هستند و هر دو دارای الگوهای Widmanstätten هستند. اکثر دانشمندان در آن زمان معتقد بودند که آهن تلوریک اکسید نشده وجود ندارد و تعداد کمی از یافته های نوردنسکیولد را زیر سوال بردند.  
گوستاو ناوکوف در سال 1871 به گرینلند سفر کرد. اکسپدیشن او که به دینامیت و تجهیزات بالابر مسلح شده بود، سه نمونه بزرگ از آهن تلوریک را جمع آوری کرد، همچنین طبق بررسی نوردنسکیلد معتقد بود که آنها شهاب سنگ هستند، و آنها را برای مطالعه بیشتر به اروپا آورد. این نمونه ها در حال حاضر در سوئد, فنلاند و دانمارک یافت می شوند . یک بلوک 25 تنی اکنون در خارج از موزه Riksmuseum در استکهلم قرار دارد، یک 6.6 بلوک تن در خارج از موزه زمین شناسی در کپنهاگ، و یک بلوک 3 تنی را می توان در موزه تاریخ طبیعی در Kumpula، هلسینکی پیدا کرد. 
همراه Nauckhoff در سال 1871 KJV Steenstrup بود. با توجه به شرایطی مانند شکل تخته سنگ ها، که اغلب دارای گوشه های تیز یا لبه های دندانه دار بودند که مشخصه شهاب سنگ ها نیست (که به طور قابل توجهی در هنگام ورود به اتمسفر فرو می ریزد )، یا این واقعیت که بسیاری از آنها دارای مناطقی بودند که با سنگ بازالت پوشیده شده بودند، استین استراپ با نوردنسکیولد در مورد منشاء سنگ ها که توسط خودش ساخته شده بود، مخالفت کرد. در سال 1879، Steenstrup برای اولین بار این نوع را شناسایی کرد 2 آهن ، نشان می دهد که آن را نیز شامل سازه های Widmanstätten . استین استراپ بعداً آنچه را که پیدا کرد گزارش داد:
در پاییز 1879، من در رابطه با این موضوع کشف کردم، زیرا در یک قبر قدیمی در Ekaluit ... من 9 رو پیدا کردم قطعات بازالت حاوی گلوله های گرد و قطعات نامنظم آهن فلزی. این قطعات با چاقوهای استخوانی، شبیه به آنهایی که راس به خانه آورده بود، و همچنین با ابزارهای سنگی معمولی کنار هم قرار داشتند. در حالی که 9 تکه های بازالت با توپ های آهنی ظاهراً مواد چاقوهای استخوانی بودند. این آهن نرم است و به خوبی در هوا نگهداری می شود، به همین دلیل برای استفاده به روشی که راس توضیح داده است مناسب است. سنگی که آهن در آن ظاهر می شود، نوعی فلسپار بازالت معمولی و دانه درشت است. این کشف اهمیت دوچندانی دارد، اولاً به این دلیل که اولین بار است که ما موادی را می بینیم که اسکیموها از آن چاقوهای مصنوعی ساخته اند و ثانیاً به این دلیل که نشان می دهد برای این منظور از آهن تلوریک استفاده کرده اند .
پس از کشف در گور در Ekaluit ، Steenstrup بسیاری از رخنمون های بزرگ بازالت حاوی این نوع را پیدا کرد. 2 آهن . از آنجایی که نوع 2 دانه در بازالت آتشفشانی جاسازی شده است که با سنگ بستر زیرین مطابقت دارد، Steenstrup توانست نشان دهد که آهن از منابع زمینی یا تلوریک است.  استین استراپ در گزارش خود افزود:
این لایه خاص از بازالت از بالا به پایین با دانه های آهن در هر اندازه از کسری از میلی متر تا طول 18 پر شده است . میلی متر با عرض 14 میلی متر، که بهترین چیزی است که من پیدا کردم. ... این اتو وقتی جلا داده می شود، چهره های زیبای Widmannstätten را نشان می دهد. ... اکنون ثابت شده است که نیکل-آهن فلزی با شکل های Widmannstätten نیز یک کانی تلوریک است و در نتیجه وجود نیکل همراه با ساختار بلوری مشخص برای دادن ویژگی شهاب سنگ ها به بلوک های آهنی کافی نیست.
یافته های Steenstrup بعداً توسط متخصص شهاب سنگ J. Lawrence Smith در سال 1879 و سپس توسط Joh Lorenzen در سال 1882 تأیید شد. آهن تلوریک بسیار کمیاب که در غرب گرینلند یافت می شود از آن زمان تحت مطالعه بوده است.   

## وقوع

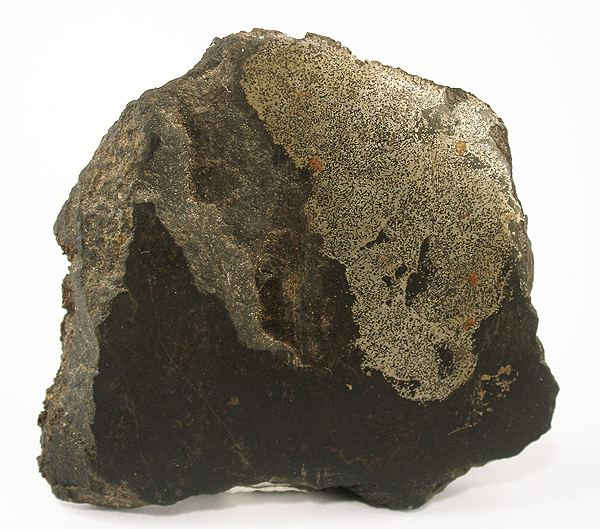
آهن بومی از معدن بازالت در بوهل، وایمار ، ناحیه کاسل، آلمان (اندازه: 6.6 × 5.9 × 1.8 سانتی متر)

علاوه بر ذخایر جزیره دیسکو، آهن بومی از خلیج فورچون، ملمفورد، آسوک و سایر نقاط در امتداد ساحل غربی گرینلند گزارش شده است. مکان های دیگر عبارتند از:
- بن برک, اسکاتلند در گرانیت با مگنتیت
- در شهرستان آنتریم، ایرلند شمالی
- در بازالت در Bühl، در نزدیکی Ahnatal-Weimar ، هسن ، و با گره‌های پیریت در سنگ آهک در Muhlhausen، تورینگن، آلمان همراه است
- در نزدیکی Rivne ، Volhynia ، اوکراین
- در تراکیت در اوورن ، فرانسه
- در روسیه در گروشرسک در ناحیه دون اورال جنوبی مرتبط با پیریت.  در توده Huntukungskii (Khungtukun)، کراسنویارسک کرای ; [۴] و در آتشفشان شکاف تولباچیک در شبه جزیره کامچاتکا [۵]
- در سازند هاتروریم ، نقب ، اسرائیل
- در ایالات متحده مواردی از بسترهای زغال سنگ در نزدیکی کامرون ، شهرستان کلینتون، میسوری گزارش شده است. و از شیل کربنیفر در نزدیکی نیوبرانزویک ، شهرستان سامرست، نیوجرسی
- در انتاریو از شهرستان کامرون ، ناحیه نیپیسینگ و جزیره سنت جوزف در دریاچه هرون گزارش شده است.

آلیاژهای نیکل-آهن بومی با Ni 3 Fe تا Ni 2 Fe به صورت رسوبات پلاسر حاصل از سنگ های اولترامافیک ایجاد می شوند. Awaruite در سال 1885 از نیوزلند توصیف شد.

## مراجع
1-https://web.archive.org/web/20160303180205/http://www.handbookofmineralogy.com/pdfs/iron.pdfHandbook of Mineralogy. Archived from the original (PDF) on 2016-03-03. Retrieved 2012-08-19.
2-https://www.mindat.org/loc-106121.html MinDat. Keswick, VA: Hudson Institute of Mineralogy. Retrieved 2021-12-31.
3- http://www.webmineral.com/data/Iron.shtml.WebMineral.
4- https://books.google.com/books?id=c947L8YJerUC Buchwald, Vagn Fabritius (2005).Historisk-filosofiske Skrifter 29. Det Kongelige Danske Videnskabernes Selskab (The Royal Danish Academy of Sciences and Letters). pp. 35–37.
5-Buchwald, Vagn Fabritius; Mosdal, Gert (1985). https://books.google.com/books?id=6z8lVGAfBtsC
1. ↑  "Khungtukun Massif, Malaya Romanikha River, Khatanga, Taimyr Peninsula, Taymyrskiy Autonomous Okrug, Krasnoyarsk Krai, Russia". www.mindat.org. Retrieved 4 January 2020.
2. ↑  "Iron from Tolbachik volcano, Kamchatka Krai, Russia". www.mindat.org. Retrieved 4 January 2020.[عنوان مشخص نیست]